# Love Shine a Light
Chansons représentant le Royaume-Uni au Concours Eurovision de la chanson
Ooh Aah... Just a Little Bit
(1996) Where Are You?
(1998)
Chansons ayant remporté le Concours Eurovision de la chanson
 The Voice
(1996)  Diva
(1998)
Love Shine a Light (« Amour, fait briller une lumière ») est la chanson gagnante du Concours Eurovision de la chanson 1997, interprétée par le groupe britannique Katrina and the Waves. C'est la 5e victoire du Royaume-Uni à l'Eurovision.

## À l'Eurovision
Elle est intégralement interprétée en anglais, langue nationale, comme l'impose la règle entre 1976 et 1999.